# Acedas Roja Lardero
Acedas Roja Lardero es el nombre de una variedad cultivar de manzano (Malus domestica) Esta manzana está cultivada en la colección de germoplasma de manzanas del CSIC, así como en la colección de germoplasma de peral y manzano en la Finca de Gimenells de la Estación Experimental de Lérida (IRTA) con el número de accesión M003, se le cataloga en el grupo de Reineta Encarnada. Esta manzana es originaria de la comunidad autónoma de La Rioja concretamente de Lardero, procedente de un ejemplar localizado en el año 1986.

## Historia
‘Acedas Roja Lardero’ es una variedad de manzana de la comunidad autónoma de La Rioja (Lardero, provincia de Logroño), está catalogada con el número de accesión M003 en el Banco de germoplasma de peral y manzano de la Universidad de Lérida, que se encuentra integrado en la Red de Colecciones del Programa de Conservación y Utilización de los Recursos Fitogenéticos para la Alimentación y la Agricultura, del Plan Nacional de I+D+I.
‘Acedas Roja Lardero’ está considerada con otras muchas de las entradas que se han incorporado al Banco de germoplasma en la Finca de Gimenells de la Estación Experimental de Lérida (IRTA), provienen de ejemplares únicos, en algunos casos, actualmente desaparecidos, lo que ha permitido paliar la erosión genética que se está dando en estas especies frutales.
‘Acedas Roja Lardero’ es una variedad que se cultiva para su conservación genética, para posibles usos y mejoras en cruces con otras variedades, para incrementar cualidades o intercambiarlas.

## Características
El manzano de la variedad ‘Acedas Roja Lardero’ tiene un vigor medio de tipo ramificado, con porte erguido; ramos con pubescencia media, de un grosor medio, con longitud de entrenudos largos, número de lenticelas pequeño, relación longitud/grosor de los entrenudos grande, tipo de ramos fructíferos predominantes «Sin predominio»; yema fructífera de forma ovoide-cónica y una longitud corta, flor no abierta presenta color del botón floral rosa oscuro, inicio de la floración temprana, flor de tamaño grande, pétalos con posición relativa de los bordes separados, inflorescencia con número medio de flores medio, de forma plana o ligeramente cupuliforme, sépalos de color predominante verde, sépalos de longitud media, pétalos de longitud larga y anchura media, pétalos con una relación longitud/anchura bastante más largos, estilos con longitud en relación con los estambres de la misma longitud, estilos con punto de soldadura lejos de la base.
Las hojas tienen un porte erguido en relación con el ramo, limbo de longitud medio y de anchura medio, con una relación longitud/anchura media, forma del borde ondulada, pecíolo con longitud medio, forma del limbo elíptico-ensanchada, aspecto de la superficie del haz brillante, pubescencia del envés media, plegamiento de la superficie ondulada, tamaño de la punta grande, forma de la base aguda, estípulas con una forma de filiformes, y ángulo del peciolo respecto al ramo mediano.
La variedad de manzana ‘Acedas Roja Lardero’ tiene un fruto de tamaño y peso de grande a muy grande; forma globosa-aplanada, relación longitud/anchura media, posición de la anchura máxima en el medio, y en los lados la ausencia o presencia de lados marcados es medio; piel con la pruina de la epidermis ausente o muy débil, y con estado ceroso fuerte; con color de fondo amarillo verdoso, importancia del sobre color fuerte, siendo el color del sobre color rojo, siendo su intensidad oscuro, reparto del color en la superficie en placas continuas, acusando unas lenticelas grandes, y una sensibilidad al russeting (pardeamiento áspero superficial que presentan algunas variedades) en las caras laterales ausente o muy débil; pedúnculo de longitud largo, y grosor medio, anchura de la cavidad peduncular grande, profundidad de la cavidad peduncular media, y con importancia del russeting en cavidad peduncular medio; coronamiento por encima del cáliz medio, anchura de la cavidad calicina media, profundidad de la cavidad calicina poco profunda, y con importancia del russeting en cavidad calicina medio; ojo de tamaño medio y de apertura cerrado; sépalos de longitud media, parcialmente extendidos.
Carne de color verdoso, y con oscurecimiento de la carne al corte fuerte; textura muy dura, suavemente jugosa; sabor algo aromático, regular; corazón con distinción de la línea fuerte; eje abierto; porte del sépalo es parcialmente extendido y los lóculos carpelares cerrados; semillas de longitud mediana, y de anchura muy ancha, de color marrón oscuro.
La manzana ‘Acedas Roja Lardero’ tiene una época de maduración y recolección muy tardía, finales de otoño, se recoge desde finales de noviembre hasta mediados de diciembre. Se usa como manzana de mesa fresca y manzana de sidra. Su época de caída de la hoja es muy tardía.

## Calidad de fruto y prueba de cata
- Peso del fruto: grande
- Calibre del fruto: grande
- Longitud del fruto: grande
- Índice de almidón: alto
- Dureza medida de la carne: alta
- Índice refractométrico (IR): medio
- Acidez titulable: alta
- Jugosidad de la carne: jugosa
- Textura de la carne: media
- Dureza sensorial de la carne: dura
- Dulzor: medio
- Acidez: media
- Intensidad del sabor de la carne: media
- Sabor: bueno
- Valoración global del fruto: regular[3]

## Características agronómicas
- Afinidad del injerto (compatibilidad): muy buena
- Facilidad de formación y poda: alta
- Tipo de fructificación: tipo II
- Precocidad varietal: media
- Vecería: alta
- Productividad: media
- Necesidad de aclareo: alta
- Escalonamiento de la maduración del fruto: largo
- Sensibilidad a la caída en maduración: sin datos
- Aptitud para la conservación del fruto en árbol: alta
- Aptitud para la conservación del fruto en almacén o cámara: sin datos
- Sensibilidad al moteado: sin datos
- Sensibilidad al oídio: sin datos
- Sensibilidad a pulgón lanígero: sin datos[3]